# Левицано Рангоне (Модена)
Левицано Рангоне је насеље у Италији у округу Модена, региону Емилија-Ромања.
Према процени из 2011. у насељу је живело 721 становника. Насеље се налази на надморској висини од 222 м.